# Elizalde (apellido)
Elizalde es un apellido de origen vasconavarro, que en euskera significa "al lado de la iglesia". Tiene variantes como por ejemplo el apellido vasco-francés Elissalde o Élissalde. 